# Ukyo Sasahara
Ukyo Sasahara (笹原 右京 Sasahara Ukyō?, Numata, Japón; 24 de abril de 1996) es un piloto de automovilismo japonés. En 2022 corrió en el Campeonato de Super Fórmula Japonesa y en el Super GT Japonés.

## Carrera

### Inicios
Sasahara comenzó en el karting a los siete años en 2003. Ganó numerosos títulos nacionales, incluido convertirse en el campeón juvenil del Campeonato JAF All Japan en 2009. En el mismo año, venció a Matt Parry para ganar la Gran Final Junior del Rotax Max Challenge, un título que ganó por segunda vez en 2011. Continuó en el karting teniendo un mayor éxito en la categoría, ganando el título Rotax Max Euro Challenge Junior en 2011 y el título Rotax Max Challenge Senior de Europa Central y Oriental en 2012, su último año en karting.

### Campeonato de Italia de Fórmula 4
En junio de 2014, Sasahara participó en la ronda inaugural del Campeonato de Italia de Fórmula 4 de 2014 en el Adria International Raceway para Euronova Racing, reemplazando al piloto italiano Andrea Fontana, quien se perdió la ronda debido a una enfermedad. Después de terminar quinto en la primera carrera, ganó la segunda carrera por delante de piloto canadiense Lance Stroll, perteneciente a Prema Powerteam.

## Resumen de carrera
| Temporada | Categoría                                   | Equipo                       | Carreras | Victorias | Poles | VR | Podios | Puntos | Pos. |
| --------- | ------------------------------------------- | ---------------------------- | -------- | --------- | ----- | -- | ------ | ------ | ---- |
| 2013      | Fórmula Renault 2.0 Alpes                   | Euronova Racing              | 14       | 0         | 0     | 0  | 0      | 32     | 13.º |
| 2013      | Eurocopa de Fórmula Renault 2.0             | Euronova Racing              | 4        | 0         | 0     | 0  | 0      | 0      | NC†  |
| 2014      | Copa de Europa del Norte de Fórmula Renault | Euronova Racing              | 15       | 0         | 0     | 1  | 1      | 191    | 6.º  |
| 2014      | Campeonato de Italia de Fórmula 4           | Euronova Racing by Fortec    | 3        | 1         | 0     | 0  | 1      | 25     | 17.º |
| 2015      | Eurocopa de Fórmula Renault 2.0             | ART Junior Team              | 17       | 1         | 1     | 0  | 4      | 116    | 7.º  |
| 2015      | Copa de Europa del Norte de Fórmula Renault | ART Junior Team              | 16       | 2         | 1     | 1  | 8      | 296    | 3.º  |
| 2016      | Campeonato Europeo de Fórmula 3 de la FIA   | Threebond with T-Sport       | 6        | 0         | 0     | 0  | 0      | 0      | 26.º |
| 2017      | Campeonato de Japón de Fórmula 4            | Honda Formula Dream Project  | 14       | 3         | 1     | 3  | 10     | 224    | 2.º  |
| 2018      | Campeonato de Fórmula 3 Japonesa            | ThreeBond Racing             | 19       | 0         | 0     | 1  | 9      | 65     | 3.º  |
| 2018      | Gran Premio de Macao                        | ThreeBond Racing             | 1        | 0         | 0     | 0  | 0      | N/A    | DNF  |
| 2019      | Campeonato Asiático de F3                   | Hitech Grand Prix            | 15       | 8         | 7     | 7  | 13     | 301    | 1.º  |
| 2019      | Campeonato de Fórmula 3 Japonesa            | B-Max Racing with Motopark   | 3        | 0         | 0     | 0  | 0      | 3      | 12.º |
| 2019      | Motorsport Games de la FIA - Gran Turismo   | Team Japan                   | 1        | 1         | 0     | 0  | 1      | N/A    | 1.º  |
| 2019–20   | Campeonato Asiático de F3                   | Hitech Grand Prix            | 15       | 3         | 4     | 1  | 6      | N/A    | NC†  |
| 2020      | Super GT Japonés                            | Team Mugen                   | 8        | 0         | 0     | 0  | 1      | 25     | 15.º |
| 2020      | Campeonato de Super Fórmula Japonesa        | Team Mugen                   | 7        | 0         | 0     | 0  | 0      | 5      | 18.º |
| 2021      | Super GT Japonés                            | Team Red Bull Mugen          | 8        | 0         | 1     | 0  | 0      | 20     | 16.º |
| 2021      | Campeonato de Super Fórmula Japonesa        | Docomo Team Dandelion Racing | 2        | 0         | 0     | 0  | 1      | 18     | 12.º |
| 2022      | Campeonato de Super Fórmula Japonesa        | Team Mugen                   | 10       | 2         | 1     | 0  | 2      | 57     | 6.º  |
| 2022      | Super GT Japonés                            | Team Red Bull Mugen          | 8        | 0         | 0     | 0  | 1      | 16.5   | 14.º |
| 2023      | Super GT Japonés - GT500                    | TGR Team Deloitte TOM'S      | 8        | 0         | 0     | 0  | 0      | 15     | 15.º |
| 2023      | Campeonato de Super Fórmula Japonesa        | Vantelin Team TOM’S          | 3        | 0         | 0     | 0  | 0      | 0      | 22.º |
| 2024      | Campeonato de Super Fórmula Japonesa        | Vantelin Team TOM’S          | 9        | 0         | 0     | 0  | 0      | 0      | 20.º |
| Fuente:   |                                             |                              |          |           |       |    |        |        |      |

## Resultados

### Campeonato Europeo de Fórmula 3 de la FIA
(Clave) (negrita indica pole position) (cursiva indica vuelta rápida)

| Año  | Escudería              | Motor     | 1   | 1   | 1   | 2   | 2   | 2   | 3   | 3   | 3   | 4   | 4   | 4   | 5   | 5   | 5   | 6   | 6   | 6   | 7   | 7   | 7   | 8   | 8   | 8   | 9   | 9   | 9   | 10  | 10  | 10  | Pos. | Puntos |
| ---- | ---------------------- | --------- | --- | --- | --- | --- | --- | --- | --- | --- | --- | --- | --- | --- | --- | --- | --- | --- | --- | --- | --- | --- | --- | --- | --- | --- | --- | --- | --- | --- | --- | --- | ---- | ------ |
| 2016 | Threebond with T-Sport | Threebond | LEC | LEC | LEC | BUD | BUD | BUD | PAU | PAU | PAU | SPI | SPI | SPI | NOR | NOR | NOR | ZAN | ZAN | ZAN | SPA | SPA | SPA | NÜR | NÜR | NÜR | IMO | IMO | IMO | HOC | HOC | HOC | 26.º | 0      |
| 2016 | Threebond with T-Sport | Threebond |     |     |     |     |     |     |     |     |     |     |     |     |     |     |     |     |     |     | 13  | Ret | 19  |     |     |     | Ret | 13  | Ret |     |     |     | 26.º | 0      |

### Campeonato de Super Fórmula Japonesa
(Clave) (negrita indica pole position) (cursiva indica vuelta rápida)

| Año  | Escudería                    | 1    | 2    | 3    | 4    | 5    | 6    | 7    | 8    | 9    | 10   | Pos. | Puntos | Ref.   |
| ---- | ---------------------------- | ---- | ---- | ---- | ---- | ---- | ---- | ---- | ---- | ---- | ---- | ---- | ------ | ------ |
| 2020 | Team Mugen                   | MOT  | OKA  | SUG  | AUT  | SUZ1 | SUZ2 | FUJ  |      |      |      | 18.º | 5      | [ 13 ] |
| 2020 | Team Mugen                   | 11   | 13   | NC   | 14   | Ret  | 11   | 7    |      |      |      | 18.º | 5      | [ 13 ] |
| 2021 | Docomo Team Dandelion Racing | FUJ  | SUZ1 | AUT  | SUG  | MOT1 | MOT2 | SUZ2 |      |      |      | 12.º | 18     | [ 14 ] |
| 2021 | Docomo Team Dandelion Racing | 5    | 3    |      |      |      |      |      |      |      |      | 12.º | 18     | [ 14 ] |
| 2022 | Team Mugen                   | FUJ1 | FUJ1 | SUZ1 | AUT  | SUG  | FUJ2 | MOT  | MOT  | SUZ2 | SUZ2 | 6.º  | 57     | [ 15 ] |
| 2022 | Team Mugen                   | 19   | 10   | 14   | 7    | 10   | 1    | 7    | 8    | 1    | 17   | 6.º  | 57     | [ 15 ] |
| 2023 | Vantelin Team TOM'S          | FUJ1 | FUJ1 | SUZ1 | AUT  | SUG  | FUJ2 | MOT  | SUZ2 | SUZ2 |      | 22.º | 0      | [ 16 ] |
| 2023 | Vantelin Team TOM'S          |      |      |      |      |      | 19   | 12   | 22   | WD   |      | 22.º | 0      | [ 16 ] |
| 2024 | Vantelin Team TOM'S          | SUZ1 | AUT  | SUG  | FUJ1 | MOT  | FUJ2 | FUJ2 | SUZ2 | SUZ2 |      | 20.º | 0      | [ 17 ] |
| 2024 | Vantelin Team TOM'S          | 15   | 12   | 16   | 12   | 16   | 12   | 14   | 15†  | 14   |      | 20.º | 0      | [ 17 ] |